# Ксилофон

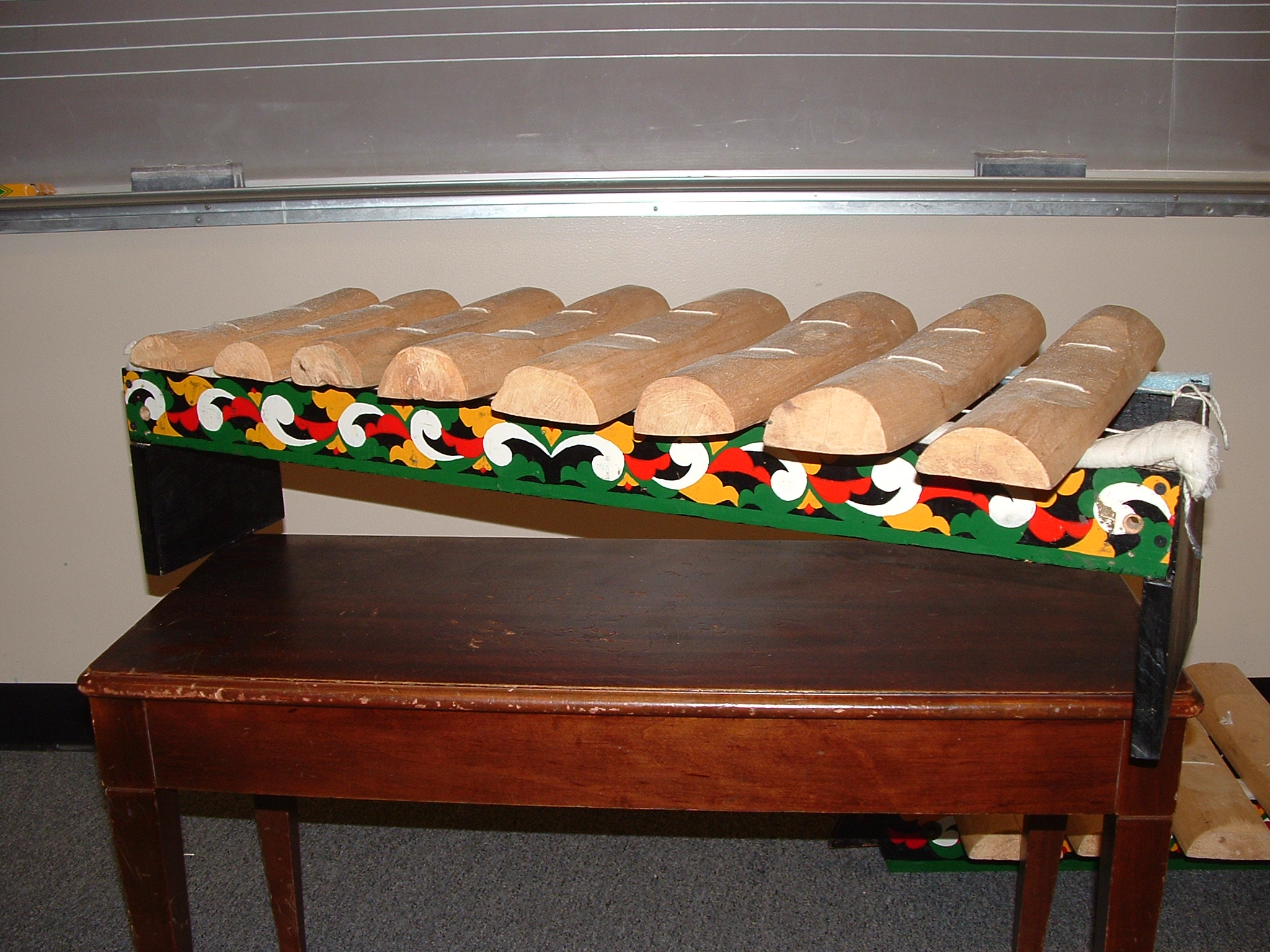
Кулатанг-а-кайо (Kulintang a Kayo), народний філіппінський ксилофон

Ксилофо́н — ударний музичний інструмент з визначеною висотою звуку. На дерев'яних пластинках — клавішах інструменту грають спеціальними паличками, з наконечниками з дерева, пластику або щільної гуми.
Клавіатура сучасного ксилофону налаштовується за звуками хроматичної гами, на зразок фортепіанної. Під клавішами ксилофону розташовані спеціальні трубки-резонатори, які роблять звучання більш об'ємним. Діапазон ксилофону — 3,5 або 4 октави (від {\displaystyle g^{1}}-{\displaystyle c^{2}} до {\displaystyle g^{4}}-{\displaystyle c^{5}}). Раніше вироблялися інструменти з розширеним діапазоном (4-5 октав), що називалися ксиломаримба.
Найпопулярніша деревина для виготовлення клавіш — палісандр. Останнім часом все частіше використовуються ксилофони з пластинами з різних пластиків. Такі клавіші міцніші від дерев'яних та краще тримають стрій, хоча й поступаються в барвистості звучання.
Найбільшої популярності ксилофон досяг в кінці XIX і першій половині XX ст., зокрема в США, не в останню чергу завдяки запальним мелодіям, які виконували в оркестрі з ксилофоном, а також віртуозам, що перекладали класичні твори та регтайми.
В сучасності ксилофон — один з основних ударних інструментів симфонічного оркестру. Як сольний інструмент використовується рідше, значно поступаючись за тембровими можливостями маримбі.
Народні ксилофони зустрічаються в музиці народів Індонезії, Філіппін, Африки, Південної Америки тощо.